# Ruhestein Offenbacher Straße (Sprendlingen)

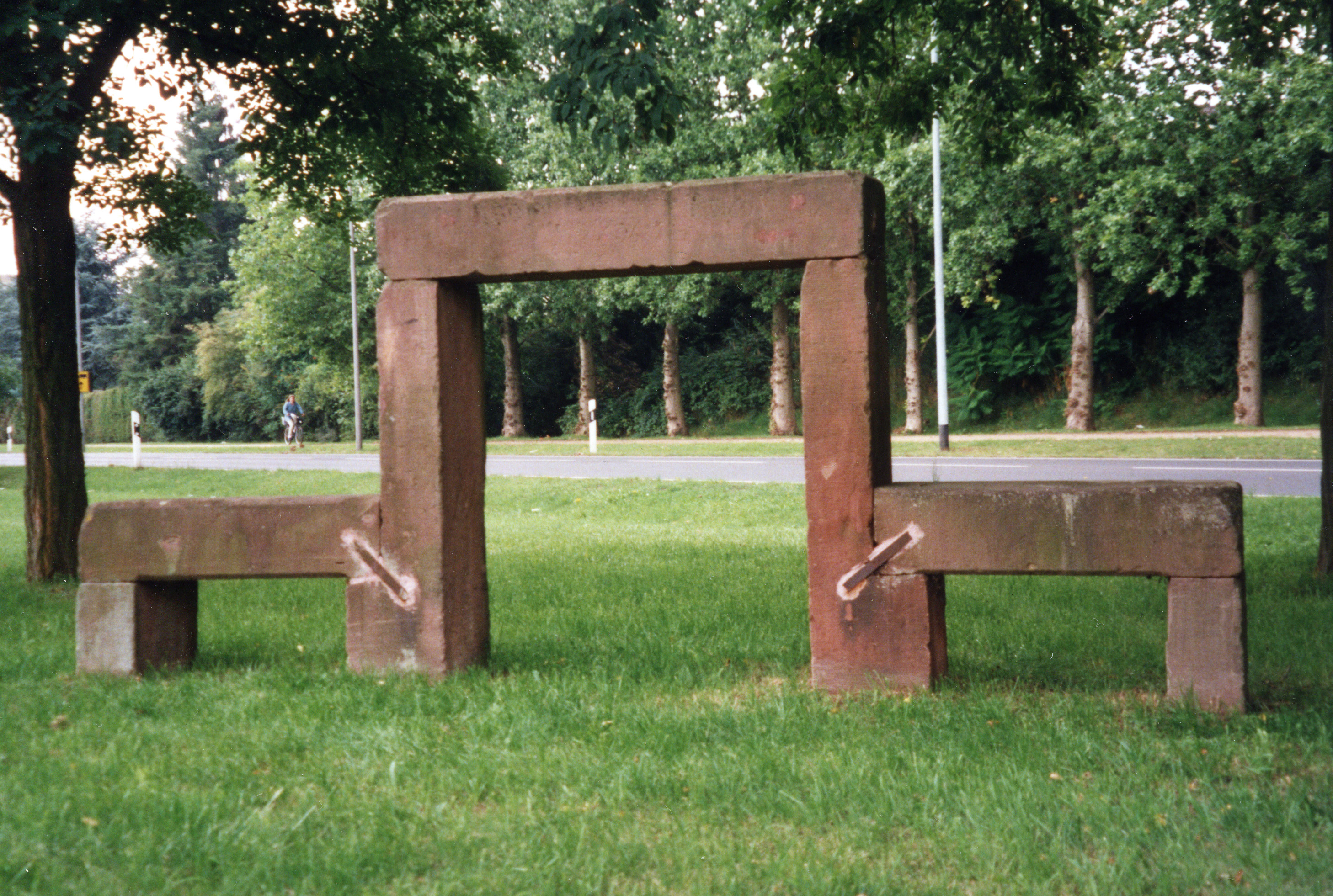
Ruhebank Offenbacher Straße in Dreieich-Sprendlingen

Der Ruhestein Offenbacher Straße ist ein Kleindenkmal und geschütztes Kulturdenkmal, das in Dreieich-Sprendlingen im südhessischen Landkreis Offenbach steht. Es ist neben dem Ruhestein in der Frankfurter Straße der einzige Ruhestein in Dreieich und einer von dreien im Landkreis Offenbach.

## Lage und Datierung
Der Ruhestein befindet sich an der Offenbacher Straße, wohin er vom Heimatverein Freunde Sprendlingens 1996 zurückversetzt wurde. Aufgrund von Straßenbaumaßnahmen war er 1970 in die Dreieichenhainer Gemarkung an einen Parkplatz neben die Bundesstraße 3 zwischen Dreieich und Langen versetzt worden.
Die Entstehung des Ruhesteins wird um die Mitte des 18. Jahrhunderts angesetzt. Auf der Rückseite des Ruhesteins ist die Jahreszahl 1736 zu erkennen.

## Beschreibung
Der aus Sandstein gefertigte Ruhestein ist dreigliedrig aufgebaut mit einer höheren Bank zum Abstellen von den auf dem Rücken getragenen Lasten in der Mitte sowie rechts und links davon niedrigeren Sitzbänken. Die Gesamtbreite beträgt 3,40 Meter, davon ist der mittlere Sturz 1,50 Meter lang und 1,40 Meter hoch. Die beiden seitlich angebrachten Sitzflächen weisen eine Länge von jeweils 1,00 Meter auf, die Sitzhöhe beträgt 50 bis 55 Zentimeter. Damit sind die Abmessungen nahezu identisch mit dem Ruhestein in der Frankfurter Straße. Daher wird angenommen, dass beide Ruhesteine zusammen aufgestellt wurden.